# SVT HD
SVT HD var en testkanal som sändes av Sveriges Television (SVT). Kanalen visade huvudsakligen program uppkonverterade från Standard Definition, och några få per dag i HDTV, upplösning 720p. Kanalen var avsedd att visa de program som SVT förfogar över (både inköpt och egenproducerade), producerade i HD (High Definition). Kanalens första tablålagda program var långfilmen Lost in Translation och den sändes fredagen den 20 oktober 2006. Dagen därpå sändes SVT:s 50-årsjubileumsgala "Välkommen på 50-årsfest". 
Programmen samsändes med SVT:s övriga kanaler och följer SVT:s normala tablå. I början var utbudet begränsat (bara några få program/vecka) men det ökade successivt. Kanalen var en försöksverksamhet tills majoriteten av programutbudet produceras i HDTV.
Den 1 mars 2010 upphörde SVT HD med provsändningarna via marknätet. De som ser SVT HD via parabol eller kabel-tv påverkas inte av detta. Den 20 september 2010 ersattes TV-kanalen med SVT1 HD.
Den 1 november 2010 startade SVT2 HD som kommer att vara parallellsändningar av SVT:s två huvudkanaler. Samma datum började även HD-kanaler sändas i marknätet i Västsverige, däribland SVT:s högupplösta kanaler.

## Historia
SVT och TV4 sände från Fotbolls-VM 2006 i Tyskland i HDTV i en gemensam tillfällig kanal. Kanalen sändes via satellit (Canal Digital) och i det marksända nätet på fyra platser. Tillgången på mottagare (digitalboxar) var starkt begränsat (endast några hundra enheter) och endast ett fåtal kunde se sändningarna. Efter fotbolls-VM 2006 fortsatte SVT sändningarna på egen hand och döpte kanalen till SVT HD.
Kanalen fanns från början enbart tillgänglig via satellit och ingick då endast i Canal Digitals utbud. Sedan 12 december 2006 finns kanalen i Comhem:s utbud via kabel-TV. Sedan den 27 maj 2007 finns kanalen tillgänglig i det digitala marknätet, dock endast i Mälardalen. Sedan sommaren 2008 finns kanalen tillgänglig via Viasats satellitsändningar.
Den fortsatta utbyggnaden i marknätet tog lång tid. I januari 2010 fanns kanalen fortfarande bara tillgänglig i det digitala marknätet i Mälardalen (som dock omfattar cirka 27% av landets befolkning). Det framgick inte från Teracom någon tidplan för när sändningarna planerades att utökas till resten av landet.
Den 1 september 2010 började en mängd HD-kanaler sändas i Västsveriges marknät, däribland SVT:s utbud av högupplösta kanaler.

### SVT-program i HD
SVT:s första stora produktion i HD-formatet var Ingmar Bergmans sista tv-drama Saraband som dock sändes i vanligt bredbildsformat i december 2003. Under åren därefter började SVT Drama att producera flera tv-serier i det framtida HD-formatet. Det var dock först under säsongen 2006/07 som SVT även började sända tv-serierna parallellt i SVT HD. De första dramaproduktionerna som sändes i SVT HD var tv-serierna En uppstoppad hund (30/10), Mästerverket (20/11) och AK3 (26/11). Den första barn-tv-serien i HD-format var Lasse-Majas detektivbyrå som började sändas den 1 december 2006. Den första Eurovisionssändningen i HD var Nyårskonserten från Wien den 1 januari 2007. Senare under våren sändes även Eurovision Song Contest från Helsingfors i SVT HD.
Sommaren 2007 sändes Allsång på Skansen för första gången i SVT HD. Elitseriepremiären, matchen HV71-Västra Frölunda blev SVT:s första egna sportsändning i HD. I oktober sändes även tennisturneringen Stockholm Open. Talkshowen Carin 21:30 började sändas i HD den 17 december. Under våren 2008 började även underhållningsprogram att sändas i HD-formatet. Så ska det låta började sändas i HD den 29 februari 2008. Hösten 2008 började även Go'kväll (2/9) och konsumentprogrammet Plus (10/9) att sändas i HD. Under februari-mars 2010 sändes Melodifestivalen för första gången i HD.

### HD-utrustade tv-studior
Övergången till HDTV är kostsam, varför SVT genomför övergången stegvis.
Göteborg
Den första etappen i övergången till HD skedde i samband med flytten av SVT i Göteborg från Synvillan i Örgryte till Kanalhuset vid Norra Älvstranden på Hisingen sommaren 2007. I Kanalhuset är både den stora studion och nyhetsstudion utrustade för HD-sändningar. Från den stora studion sänds bland annat Debatt, Carin 21:30, Doobidoo och På spåret i HD.
Även dramastudion i det närbelägna Santoshuset är utrustat för att kunna producera tv-serien Andra Avenyn i HD-format.
Umeå
I september 2008 kunde den HD-uppgraderade studion i Umeå tas i bruk. Härifrån sänds bland annat Go'kväll och Plus i HD.
Stockholm
Under 2011 påbörjas uppgraderingen av tv-studiorna i Stockholm för att kunna sända HD. Studio 4 och 5 tas i bruk den 5 mars och studio 1, 2 och 3 den 21 maj 2012. Sedan tidigare görs vissa HDTV-produktioner i Stockholm med provisoriska lösningar. Bland dessa kan nämnas Så ska det låta och Svensson, Svensson.
Malmö
SVT i Malmö flyttade från Jägerso till Västra hamnen under mars/april 2010. Invigningen av de nya lokalerna ägde rum den 19 april. I huset finns en produktionsstudio på 200 kvadratmeter och en nyhetsstudio för Sydnytt på 100 kvadratmeter. Till det nya tv-huset har åtta nya hd-kameror inköpts varav tre är avsedda för tv-studion.]